# Jean Cruppi

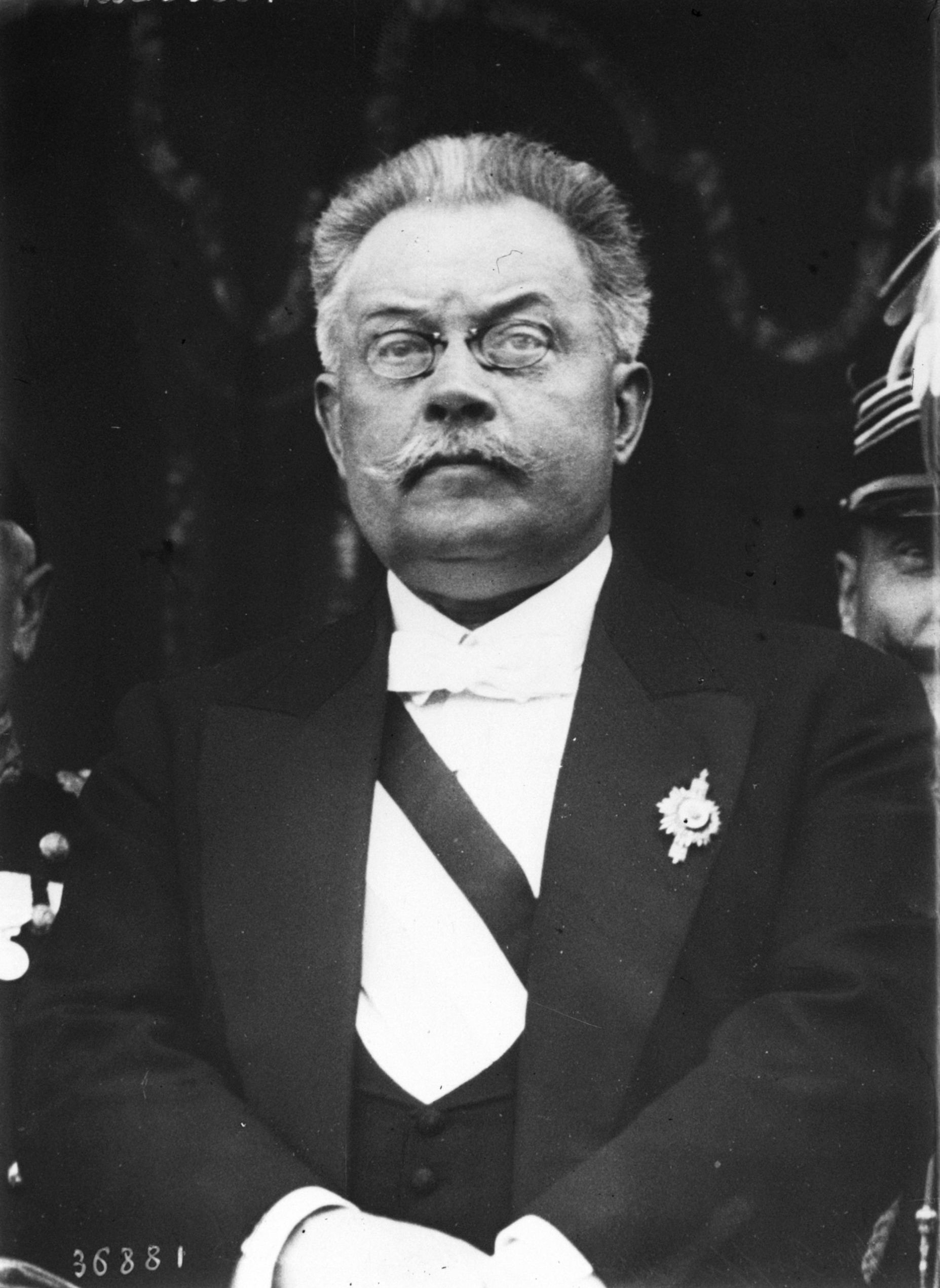
Jean Cruppi 1914.

Jean Charles Marie Cruppi, född 22 maj 1855, död 16 oktober 1933, var en fransk ämbetsman och politiker. Han var gift med författaren Louise Cruppi.
Cruppi var allmän åklagare först vid Paris appellationsdomstol, blev 1898 deputerad, och var därefter senator fram till januari 1924. Cruppi var anhängare av Émile Combes politik. Cruppi framlade ett flertal uppmärksammade förslag om reformering av rättsväsendets organisation. Han blev deputeradekammarens vicepresident 1906, och var 1908-1909 handelsminister i Georges Clemenceaus regering, utrikesminister 1911 i Ernest Monis kabinett samt justitieminister 1911-1912 i Joseph Caillaux ministär.